# Xylophanes titana
Xylophanes titana är en fjärilsart som beskrevs av Druce 1878. Xylophanes titana ingår i släktet Xylophanes och familjen svärmare. Inga underarter finns listade i Catalogue of Life.

## Bildgalleri

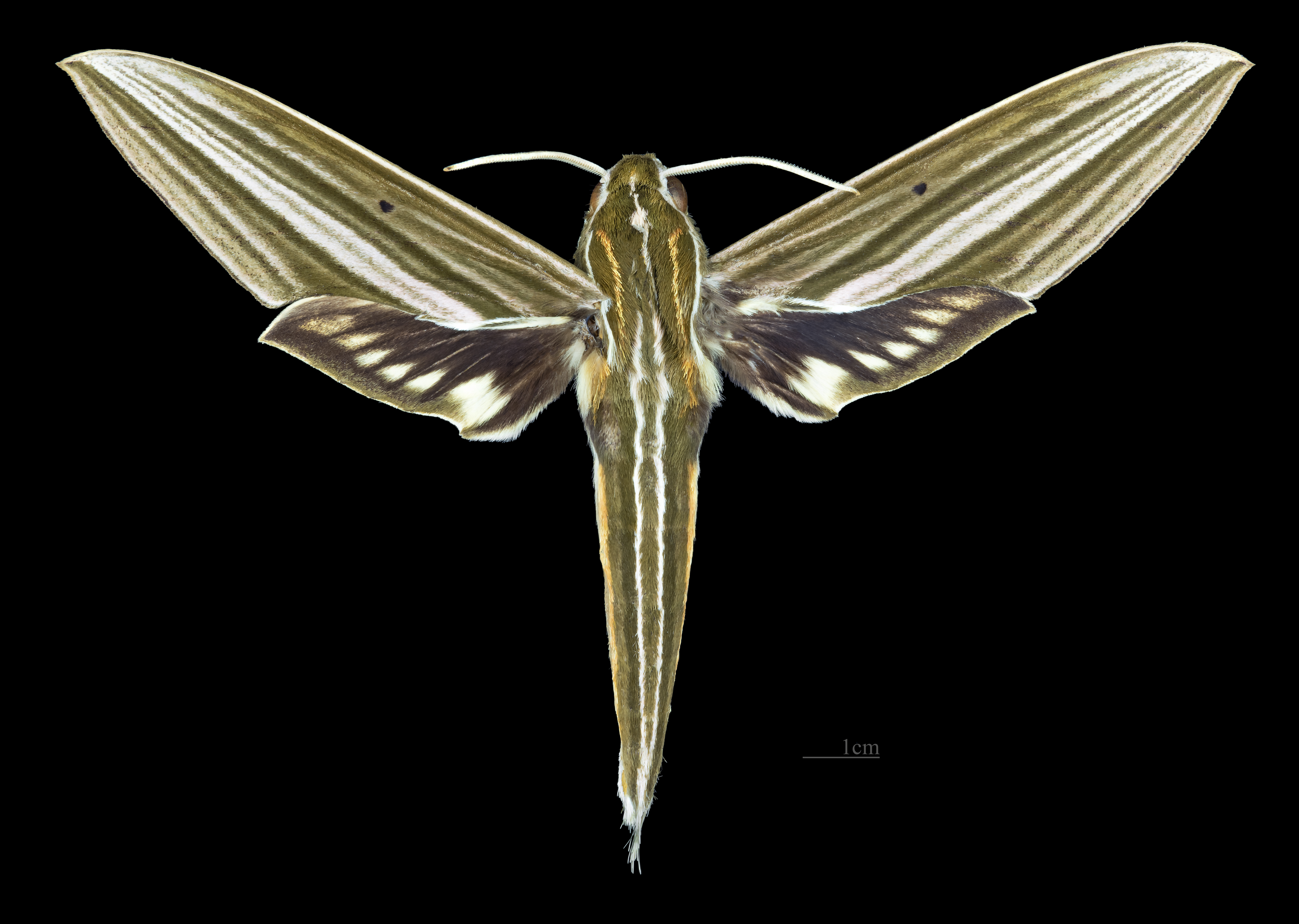
Xylophanes titana ♂
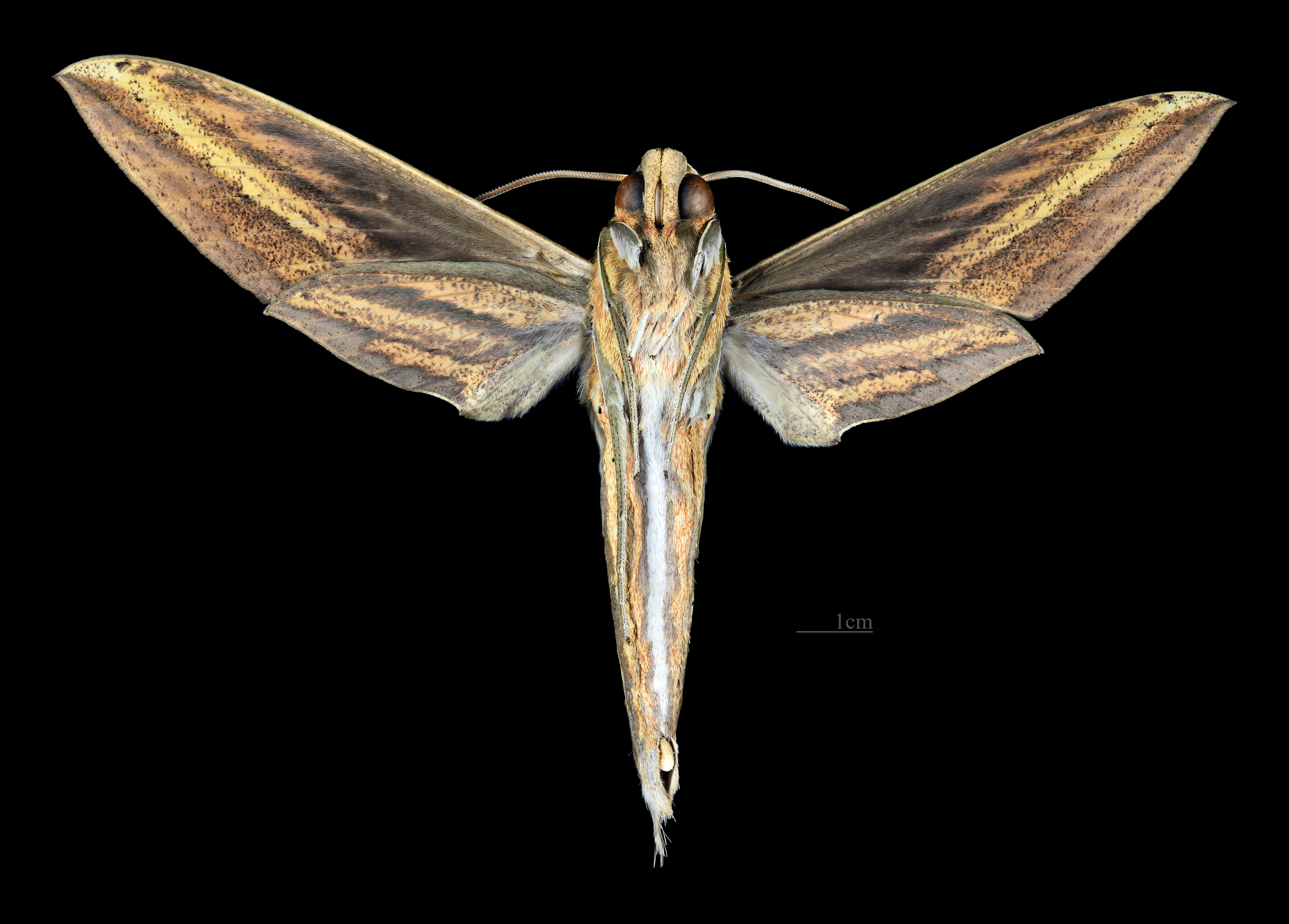
Xylophanes titana ♂  △
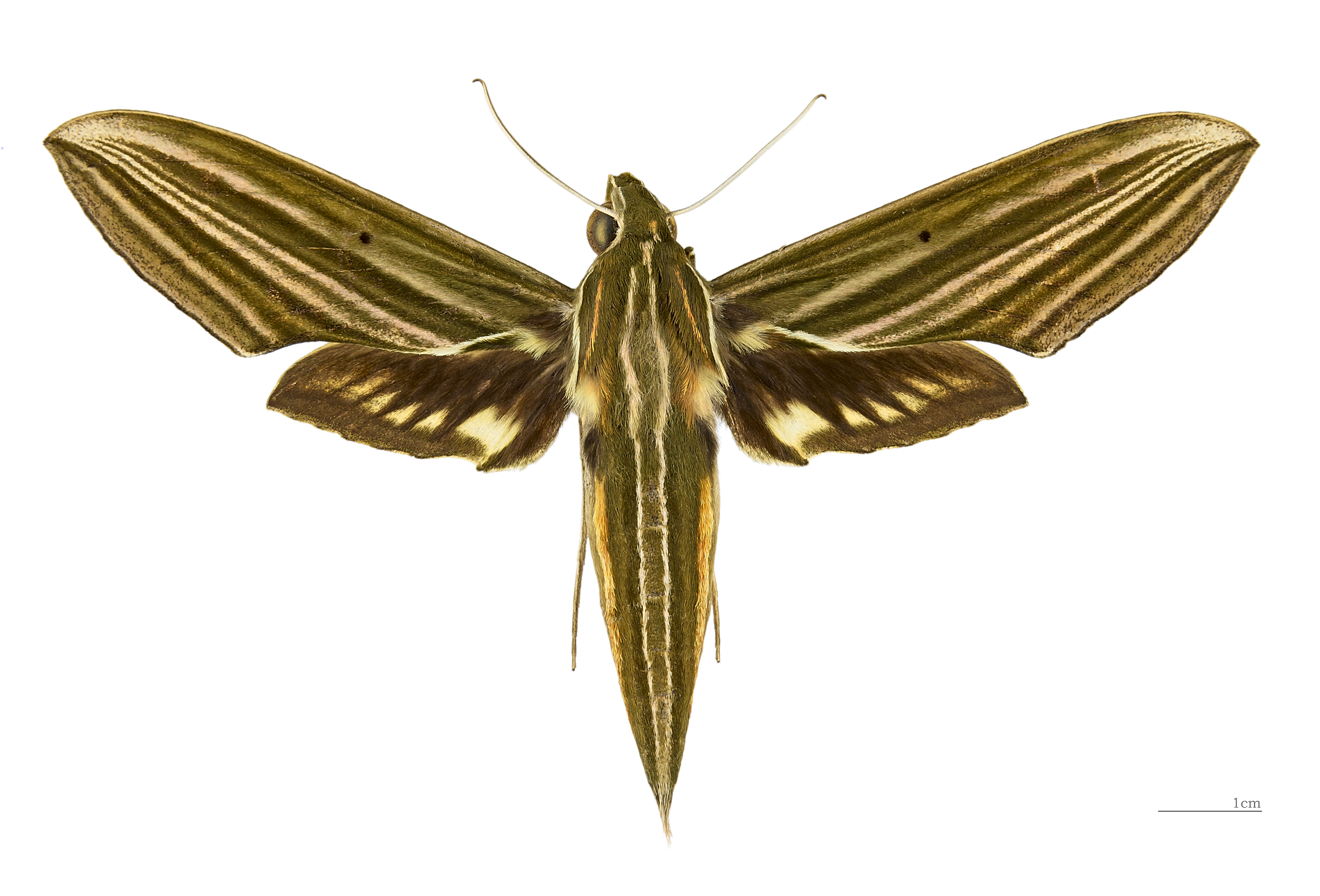
Xylophanes titana   ♀
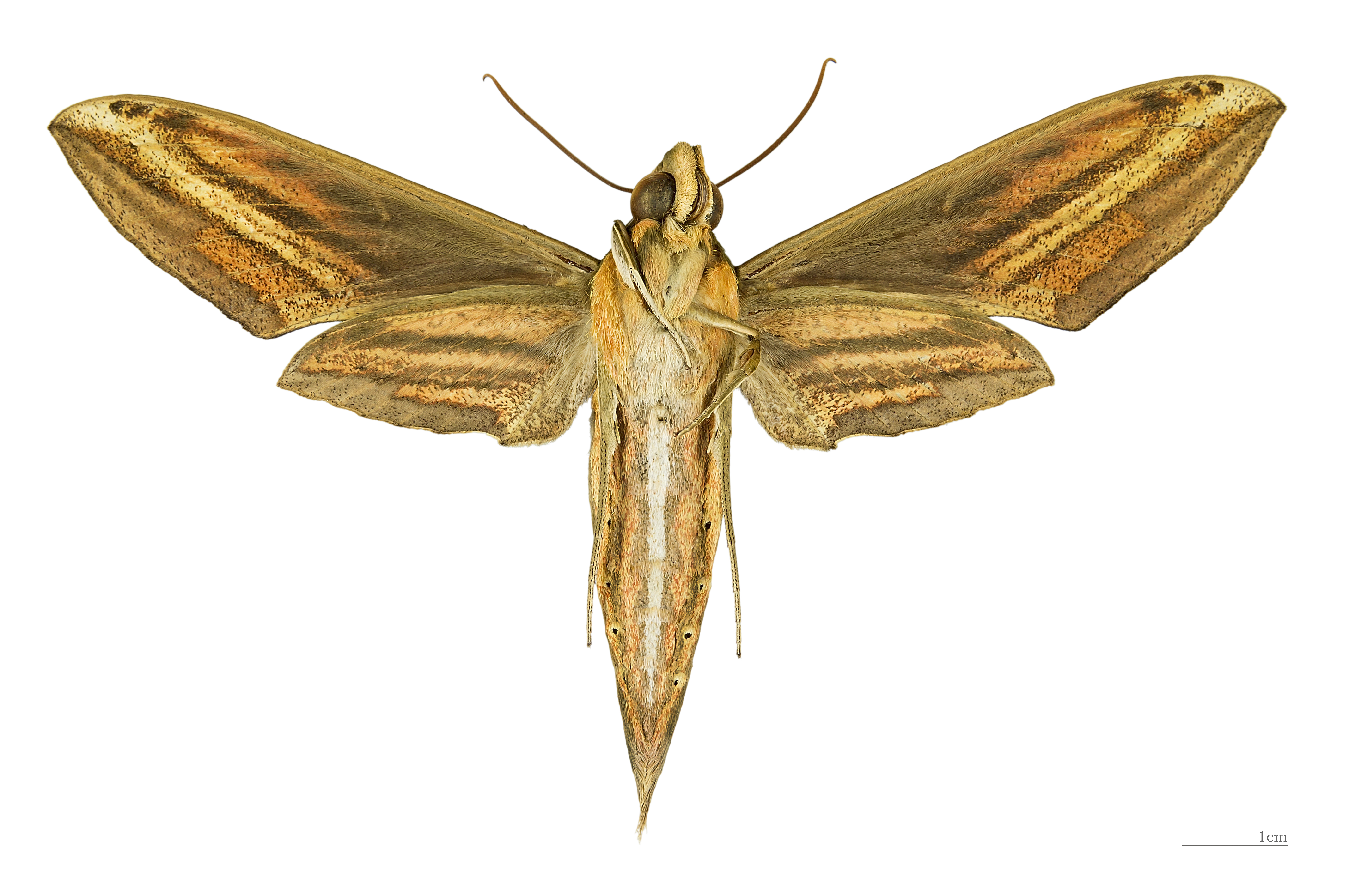
Xylophanes titana  ♀ △